# Operador tensorial
En matemática pura y aplicada, mecánica cuántica y computación gráfica, un operador tensorial generaliza las nociones de operadores escalares y vectoriales. Una clase especial son los operadores tensoriales esféricos, que aplican las nociones de base esférica y de armónicos esféricos. Las bases esféricas se relacionan estrechamente con la descripción de momento angular en mecánica cuántica y de las funciones armónicas esféricas. La generalización libre de coordenadas de un operador tensorial se conoce como operador de representación.

## Noción general de operadores escalares, vectoriales y tensoriales
En mecánica cuántica, los observables físicos que son escalares, vectores y tensores deben representarse mediante operadores escalares, vectoriales y tensoriales, respectivamente. Que algo sea un escalar, un vector o un tensor depende de cómo lo ven dos observadores cuyos sistemas de referencia de coordenadas están relacionados entre sí mediante una rotación. Alternativamente, puede preguntarse cómo, para un solo observador, se transforma una cantidad física si se rota el estado del sistema. Considérese, por ejemplo, un sistema formado por una molécula de masa {\displaystyle M}, que viaja con un centro de impulso de masa definido, {\displaystyle p{\mathbf {\hat {z}} }}, en la dirección {\displaystyle z}. Si se gira el sistema {\displaystyle 90^{\circ }} alrededor del eje {\displaystyle y}, el impulso cambiará a {\displaystyle p{\mathbf {\hat {x}} }}, que está en la dirección {\displaystyle x}. Sin embargo, la energía cinética del centro de masa de la moléculase mantendrá en {\displaystyle p^{2}/2M}. La energía cinética es un escalar y el momento es un vector, y estas dos cantidades deben representarse mediante un operador escalar y vectorial, respectivamente. Por esto último en particular, se hace referencia a un operador cuyos valores esperados en los estados inicial y rotado son {\displaystyle p{\mathbf {\hat {z}} }} y {\displaystyle p{\mathbf {\hat {x}} }}. La energía cinética, por otro lado, debe representarse mediante un operador escalar, cuyo valor esperado debe ser el mismo en el estado inicial y en el estado rotado.
De la misma manera, las cantidades tensoriales deben representarse mediante operadores tensoriales. Un ejemplo de cantidad tensorial (de rango dos) es el momento cuadripolar eléctrico de la molécula anterior. Asimismo, los momentos octupolar y hexadecápolar serían tensores de rango tres y cuatro, respectivamente.
Otros ejemplos de operadores escalares son el operador de energía total (más comúnmente llamado hamiltoniano), la energía potencial y la energía de interacción dipolo-dipolo de dos átomos. Ejemplos de operadores vectoriales son el momento, la posición, el momento angular orbital, {\displaystyle {\mathbf {L} }}, y el momento angular de espín, {\displaystyle {\mathbf {S} }} (observación: el momento angular es un vector en lo que respecta a las rotaciones, pero a diferencia de la posición o el impulso, no cambia de signo bajo la inversión espacial, y cuando se desea manejar esta propiedad, se dice que es un seudovector).
Los operadores escalares, vectoriales y tensoriales también pueden formarse mediante productos de operadores. Por ejemplo, el producto escalar {\displaystyle {\mathbf {L} }\cdot {\mathbf {S} }} de los dos operadores vectoriales, {\displaystyle {\mathbf {L} }} y {\displaystyle {\mathbf {S} }}, es un operador escalar que ocupa un lugar destacado en las discusiones sobre la interacción espín-órbita. De manera similar, el tensor de momento cuadripolar de la molécula del ejemplo anterior tiene nueve componentes
{\displaystyle Q_{ij}=\sum _{\alpha }q_{\alpha }\left(3r_{\alpha ,i}r_{\alpha ,j}-r_{\alpha }^{2}\delta _{ij}\right).}
Aquí, los índices {\displaystyle i} y {\displaystyle j} pueden tomar independientemente los valores 1, 2 y 3 (o {\displaystyle x}, {\displaystyle y} y {\displaystyle z}) correspondientes a los tres ejes cartesianos, el índice {\displaystyle \alpha } recorre todas las partículas (electrones y núcleos) en el molécula, {\displaystyle q_{\alpha }} es la carga de la partícula {\displaystyle \alpha } y {\displaystyle r_{\alpha ,i}} es el {\displaystyle i}-ésimo componente de la posición de esta partícula. Cada término de la suma es un operador tensorial. En particular, los nueve productos {\displaystyle r_{\alpha ,i}r_{\alpha ,j}} juntos forman un tensor de rango dos, formado tomando el producto exterior del operador vectorial {\displaystyle {\mathbf {r} }_{\alpha }} consigo mismo.

## Rotaciones de estados cuánticos

### Operador de rotación cuántica
El rotacional sobre el vector unitario n (que define el eje de rotación) a través del ángulo θ es
{\displaystyle U[R(\theta ,{\hat {\mathbf {n} }})]=\exp \left(-{\frac {i\theta }{\hbar }}{\hat {\mathbf {n} }}\cdot \mathbf {J} \right)}
donde J= (Jx, Jy, Jz) son los generadores de rotación (también las matrices de momento angular):
{\displaystyle J_{x}={\frac {\hbar }{\sqrt {2}}}{\begin{pmatrix}0&1&0\\1&0&1\\0&1&0\end{pmatrix}}\,\quad J_{y}={\frac {\hbar }{\sqrt {2}}}{\begin{pmatrix}0&i&0\\-i&0&i\\0&-i&0\end{pmatrix}}\,\quad J_{z}=\hbar {\begin{pmatrix}-1&0&0\\0&0&0\\0&0&1\end{pmatrix}}}
y sea {\displaystyle {\widehat {R}}={\widehat {R}}(\theta ,{\hat {\mathbf {n} }})} una matriz de rotación. Según la fórmula de rotación de Rodrigues, el operador de rotación equivale entonces a
{\displaystyle U[R(\theta ,{\hat {\mathbf {n} }})]=1\!\!1-{\frac {i\sin \theta }{\hbar }}{\hat {\mathbf {n} }}\cdot \mathbf {J} -{\frac {1-\cos \theta }{\hbar ^{2}}}({\hat {\mathbf {n} }}\cdot \mathbf {J} )^{2}.}
Un operador {\displaystyle {\widehat {\Omega }}} es invariante bajo una transformación unitaria U si
{\displaystyle {\widehat {\Omega }}={U}^{\dagger }{\widehat {\Omega }}U;}
en este caso para la rotación {\displaystyle {\widehat {U}}(R)},
{\displaystyle {\widehat {\Omega }}={U(R)}^{\dagger }{\widehat {\Omega }}U(R)=\exp \left({\frac {i\theta }{\hbar }}{\hat {\mathbf {n} }}\cdot \mathbf {J} \right){\widehat {\Omega }}\exp \left(-{\frac {i\theta }{\hbar }}{\hat {\mathbf {n} }}\cdot \mathbf {J} \right).}

### Propiedades del impulso angular
La base ortonormal establecida para el momento angular total es {\displaystyle |j,m\rangle }, donde j es el número cuántico del momento angular total y m es el número cuántico del momento angular magnético, que toma valores −j, −' 'j + 1, ..., j − 1, j. Un estado general dentro del subespacio j
{\displaystyle |\psi \rangle =\sum _{m}c_{jm}|j,m\rangle }
rota a un nuevo estado según:
{\displaystyle |{\bar {\psi }}\rangle =U(R)|\psi \rangle =\sum _{m}c_{jm}U(R)|j,m\rangle }
Usando la condición de completitud:
{\displaystyle I=\sum _{m'}|j,m'\rangle \langle j,m'|}
se obtiene
{\displaystyle |{\bar {\psi }}\rangle =IU(R)|\psi \rangle =\sum _{mm'}c_{jm}|j,m'\rangle \langle j,m'|U(R)|j,m\rangle }
Presentando los elementos de la matriz D de Wigner:
{\displaystyle {D(R)}_{m'm}^{(j)}=\langle j,m'|U(R)|j,m\rangle }
da la multiplicación de matrices:
{\displaystyle |{\bar {\psi }}\rangle =\sum _{mm'}c_{jm}D_{m'm}^{(j)}|j,m'\rangle \quad \Rightarrow \quad |{\bar {\psi }}\rangle =D^{(j)}|\psi \rangle }
Para una base:
{\displaystyle |{\overline {j,m}}\rangle =\sum _{m'}{D(R)}_{m'm}^{(j)}|j,m'\rangle }
Para el caso del momento angular orbital, los estados propios {\displaystyle |\ell ,m\rangle } del momento angular orbital L y las soluciones de la ecuación de Laplace en una esfera 3d son armónicos esféricos:
{\displaystyle Y_{\ell }^{m}(\theta ,\phi )=\langle \theta ,\phi |\ell ,m\rangle ={\sqrt {{(2\ell +1) \over 4\pi }{(\ell -m)! \over (\ell +m)!}}}\,P_{\ell }^{m}(\cos {\theta })\,e^{im\phi }}
donde Pℓm es un polinomio asociado de Legendre, ℓ es el número cuántico del momento angular orbital y m es el número cuántico magnético orbital que toma los valores −ℓ, −ℓ + 1, ... ℓ − 1, ℓ El formalismo de los armónicos esféricos tiene amplias aplicaciones en matemáticas aplicadas y está estrechamente relacionado con el formalismo de los tensores esféricos, como se muestra a continuación.
Los armónicos esféricos son funciones de los ángulos polar y azimutal, ϕ y θ respectivamente, que se pueden recopilar convenientemente en un vector unitario n(θ, ϕ ) apuntando en la dirección de esos ángulos, en base cartesiana es:
{\displaystyle {\hat {\mathbf {n} }}(\theta ,\phi )=\cos \phi \sin \theta \mathbf {e} _{x}+\sin \phi \sin \theta \mathbf {e} _{y}+\cos \theta \mathbf {e} _{z}}
Por tanto, un armónico esférico también se puede escribir {\displaystyle Y_{\ell }^{m}=\langle \mathbf {n} |\ell m\rangle }. Los estados armónicos esféricos {\displaystyle |m,\ell \rangle } giran según la matriz de rotación inversa {\displaystyle U(R^{-1})}, mientras que {\displaystyle |\ell ,m\rangle } gira según la matriz de rotación inicial {\displaystyle {\widehat {U}}(R)}.
{\displaystyle |{\overline {\ell ,m}}\rangle =\sum _{m'}D_{m'm}^{(\ell )}[U(R^{-1})]|\ell ,m'\rangle \,,\quad |{\overline {\hat {\mathbf {n} }}}\rangle =U(R)|{\hat {\mathbf {n} }}\rangle }

## Rotación de operadores tensoriales
Se define la rotación de un operador requiriendo que el valor esperado del operador original {\displaystyle {\widehat {\mathbf {A} }}} con respecto al estado inicial sea igual al valor esperado del operador rotado con respecto al estado rotado.
{\displaystyle \langle \psi '|{\widehat {A'}}|\psi '\rangle =\langle \psi |{\widehat {A}}|\psi \rangle }
Ahora, como
{\displaystyle |\psi \rangle ~\rightarrow ~|\psi '\rangle =U(R)|\psi \rangle \,,\quad \langle \psi |~\rightarrow ~\langle \psi '|=\langle \psi |U^{\dagger }(R)}
se tiene que
{\displaystyle \langle \psi |U^{\dagger }(R){\widehat {A}}'U(R)|\psi \rangle =\langle \psi |{\widehat {A}}|\psi \rangle }
ya que {\displaystyle |\psi \rangle } es arbitrario,
{\displaystyle U^{\dagger }(R){\widehat {A}}'U(R)={\widehat {A}}}

### Operadores escalares
Un operador escalar es invariante bajo rotaciones:
{\displaystyle U(R)^{\dagger }{\widehat {S}}U(R)={\widehat {S}}}
Esto equivale a decir que un operador escalar conmuta con los generadores de rotación:
{\displaystyle \left[{\widehat {S}},{\widehat {\mathbf {J} }}\right]=0}
Ejemplos de operadores escalares incluyen
- El operador de energía:

{\displaystyle {\widehat {E}}\psi =i\hbar {\frac {\partial }{\partial t}}\psi }
- La energía potencial V (solo en el caso de un potencial central):

{\displaystyle {\widehat {V}}(r,t)\psi (\mathbf {r} ,t)=V(r,t)\psi (\mathbf {r} ,t)}
- La energía cinética T:

{\displaystyle {\widehat {T}}\psi (\mathbf {r} ,t)=-{\frac {\hbar ^{2}}{2m}}(\nabla ^{2}\psi )(\mathbf {r} ,t)}
- El acoplamiento de espín orbital:

{\displaystyle {\widehat {\mathbf {L} }}\cdot {\widehat {\mathbf {S} }}={\widehat {L}}_{x}{\widehat {S}}_{x}+{\widehat {L}}_{y}{\widehat {S}}_{y}+{\widehat {L}}_{z}{\widehat {S}}_{z}\,}

### Operadores vectoriales
Los operadores vectoriales (así como los operadores seudovectoriales) son un conjunto de 3 operadores que se pueden rotar según:
{\displaystyle {U(R)}^{\dagger }{\widehat {V}}_{i}U(R)=\sum _{j}R_{ij}{\widehat {V}}_{j}}
Cualquier cantidad vectorial observable de un sistema mecánico cuántico debe ser invariante de la elección del sistema de referencia. La transformación del vector de valor esperado, que se aplica a cualquier función de onda, garantiza la igualdad anterior. En notación de Dirac:
{\displaystyle \langle {\bar {\psi }}|{\widehat {V}}_{a}|{\bar {\psi }}\rangle =\langle \psi |{U(R)}^{\dagger }{\widehat {V}}_{a}U(R)|\psi \rangle =\sum _{b}R_{ab}\langle \psi |{\widehat {V}}_{b}|\psi \rangle }
donde el lado derecho de la ecuación se debe a la transformación de rotación que actúa sobre el vector formado por los valores esperados. Dado que |Ψ⟩ es cualquier estado cuántico, se obtiene el mismo resultado:
{\displaystyle {U(R)}^{\dagger }{\widehat {V}}_{a}U(R)=\sum _{b}R_{ab}{\widehat {V}}_{b}}
Debe tenerse en cuenta que aquí, el término vector se usa de dos maneras diferentes: como |ψ⟩ son elementos de espacios abstractos de Hilbert, mientras que el operador vectorial se define como una cantidad cuyas componentes se transforman de cierta manera bajo rotaciones.
De la relación anterior para rotaciones infinitesimales y de acuerdo con el lema de Baker Hausdorff, al igualar coeficientes de orden {\displaystyle \delta \theta }, se puede deducir la relación de conmutación con el generador de rotación:
{\displaystyle {\left[{\widehat {V}}_{a},{\widehat {J}}_{b}\right]=\sum _{c}i\hbar \varepsilon _{abc}{\widehat {V}}_{c}}}
donde εijk es el símbolo de Levi-Civita, que todos los operadores vectoriales deben satisfacer por construcción. La regla del conmutador anterior también se puede usar como una definición alternativa para operadores vectoriales que se pueden mostrar usando el lema de Baker-Hausdorff. Como el símbolo εijk es un seudotensor, los operadores de seudovectores tienen (salvo invariantes) un signo: +1 para rotaciones propias y −1 para rotaciones impropias.
Dado que se puede demostrar que los operadores forman un operador vectorial mediante su relación de conmutación con los componentes del momento angular (que son generadores de rotación), sus ejemplos incluyen:
- El operador de posición:

{\displaystyle {\widehat {\mathbf {r} }}\psi =\mathbf {r} \psi }
- El operador de momento:

{\displaystyle {\widehat {\mathbf {p} }}\psi =-i\hbar \nabla \psi }
y los operadores seudovectoriales incluyen:
- El operador del momento angular orbital:

{\displaystyle {\widehat {\mathbf {L} }}\psi =-i\hbar \mathbf {r} \times \nabla \psi }
- El operador de espín S, y por tanto el momento angular total:

{\displaystyle {\widehat {\mathbf {J} }}={\widehat {\mathbf {L} }}+{\widehat {\mathbf {S} }}\,}

#### Operadores escalares de operadores vectoriales
Si {\displaystyle {\vec {V}}} y {\displaystyle {\vec {W}}} son dos operadores vectoriales, el producto escalar entre los dos operadores vectoriales se puede definir como:
{\displaystyle {\vec {V}}\cdot {\vec {W}}=\sum _{i=1}^{3}{\hat {V_{i}}}{\hat {W_{i}}}}
Bajo la rotación de coordenadas, el operador recién definido se transforma como:
{\displaystyle {U(R)}^{\dagger }({\vec {V}}\cdot {\vec {W}})U(R)={U(R)}^{\dagger }\left(\sum _{i=1}^{3}{\hat {V_{i}}}{\hat {W_{i}}}\right)U(R)=\sum _{i=1}^{3}({U(R)}^{\dagger }{\hat {V}}_{i}U(R))({U(R)}^{\dagger }{\hat {W}}_{i}U(R))=\sum _{i=1}^{3}\left(\sum _{j=1}^{3}R_{ij}{\widehat {V}}_{j}\cdot \sum _{k=1}^{3}R_{ik}{\widehat {W}}_{k}\right)}
Reorganizando los términos y usando la transposición de la matriz de rotación como su propiedad inversa:
{\displaystyle {U(R)}^{\dagger }({\vec {V}}\cdot {\vec {W}})U(R)=\sum _{k=1}^{3}\sum _{j=1}^{3}\left(\sum _{i=1}^{3}R_{ji}^{T}R_{ik}\right){\widehat {V}}_{j}{\widehat {W}}_{k}=\sum _{k=1}^{3}\sum _{j=1}^{3}\delta _{j,k}{\widehat {V}}_{j}{\widehat {W}}_{k}=\sum _{i=1}^{3}{\widehat {V}}_{i}{\widehat {W}}_{i}}
donde el lado derecho de la ecuación es el operador {\displaystyle {\vec {V}}\cdot {\vec {W}}} definido originalmente. Dado que el producto escalar definido es invariante bajo la transformación de rotación, se dice que es un operador escalar.

### Operadores vectoriales esféricos
Un operador vectorial en una base esférica es V = (V+1, V0, V−1), donde las componentes son:
{\displaystyle V_{+1}=-{\frac {1}{\sqrt {2}}}(V_{x}+iV_{y})\,\quad V_{-1}={\frac {1}{\sqrt {2}}}(V_{x}-iV_{y})\,,\quad V_{0}=V_{z}\,,}

usando {\textstyle J_{\pm }=J_{x}\pm iJ_{y}\,,} los diversos conmutadores con los generadores de rotación y operadores de escalera son:
{\displaystyle {\begin{aligned}\left[J_{z},V_{+1}\right]&=+\hbar V_{+1}\\[1ex]\left[J_{z},V_{0}\right]&=0V_{0}\\[1ex]\left[J_{z},V_{-1}\right]&=-\hbar V_{-1}\\[2ex]\left[J_{+},V_{+1}\right]&=0\\[1ex]\left[J_{+},V_{0}\right]&={\sqrt {2}}\hbar V_{+1}\\[1ex]\left[J_{+},V_{-1}\right]&={\sqrt {2}}\hbar V_{0}\\[2ex]\left[J_{-},V_{+1}\right]&={\sqrt {2}}\hbar V_{0}\\[1ex]\left[J_{-},V_{0}\right]&={\sqrt {2}}\hbar V_{-1}\\[1ex]\left[J_{-},V_{-1}\right]&=0\\[1ex]\end{aligned}}}
que son de forma similar a:
{\displaystyle {\begin{aligned}J_{z}|1,+1\rangle &=+\hbar |1,+1\rangle \\[1ex]J_{z}|1,0\rangle &=0|1,0\rangle \\[1ex]J_{z}|1,-1\rangle &=-\hbar |1,-1\rangle \\[2ex]J_{+}|1,+1\rangle &=0\\[1ex]J_{+}|1,0\rangle &={\sqrt {2}}\hbar |1,+1\rangle \\[1ex]J_{+}|1,-1\rangle &={\sqrt {2}}\hbar |1,0\rangle \\[2ex]J_{-}|1,+1\rangle &={\sqrt {2}}\hbar |1,0\rangle \\[1ex]J_{-}|1,0\rangle &={\sqrt {2}}\hbar |1,-1\rangle \\[1ex]J_{-}|1,-1\rangle &=0\\[1ex]\end{aligned}}}
En una base esférica, los generadores de rotación son:
{\displaystyle J_{\pm 1}=\mp {\frac {1}{\sqrt {2}}}J_{\pm }\,,\quad J_{0}=J_{z}}
De la transformación de operadores y del lema de Baker-Hausdorff:
{\displaystyle {U(R)}^{\dagger }{\widehat {V}}_{q}U(R)={\widehat {V}}_{q}+i{\frac {\theta }{\hbar }}\left[{\hat {n}}\cdot {\vec {J}},{\widehat {V}}_{q}\right]+\sum _{k=2}^{\infty }{\frac {\left(i{\frac {\theta }{\hbar }}[{\hat {n}}\cdot {\vec {J}},.]\right)^{k}}{k!}}{\widehat {V}}_{q}=exp\left({i{\frac {\theta }{\hbar }}{\hat {n}}\cdot Ad_{\vec {J}}}\right){\widehat {V}}_{q}}
en comparación con
{\displaystyle U(R)|j,k\rangle =|j,k\rangle -i{\frac {\theta }{\hbar }}{\hat {n}}\cdot {\vec {J}}|j,k\rangle +\sum _{k=2}^{\infty }{\frac {\left(-i{\frac {\theta }{\hbar }}{\hat {n}}\cdot {\vec {J}}\right)^{k}}{k!}}|j,k\rangle =exp\left({-i{\frac {\theta }{\hbar }}{\hat {n}}\cdot {\vec {J}}}\right)|j,k\rangle }
Se puede argumentar que el conmutador con operador reemplaza la acción del operador sobre el estado para transformaciones de operadores en comparación con la de estados:
{\displaystyle U(R)|j,k\rangle =\exp \left({-i{\frac {\theta }{\hbar }}{\hat {n}}\cdot {\vec {J}}}\right)|j,k\rangle =\sum _{j',k'}|j',k'\rangle \langle j',k'|\exp \left({-i{\frac {\theta }{\hbar }}{\hat {n}}\cdot {\vec {J}}}\right)|j,k\rangle =\sum _{k'}D_{k'k}^{(j)}(R)|j,k'\rangle }
La transformación de rotación en la base esférica (originalmente escrita en una base cartesiana) es entonces, debido a la similitud de la conmutación y del operador mostrado arriba:
{\displaystyle {U(R)}^{\dagger }{\widehat {V}}_{q}U(R)=\sum _{q'}{{D_{q'q}^{(1)}}(R^{-1})}{\widehat {V}}_{q'}}
Se puede generalizar fácilmente el concepto de operador vectorial a los operadores tensoriales, como se muestra a continuación.

### Operadores tensoriales
En general, un operador tensorial es aquel que se transforma según un tensor:
{\displaystyle U(R)^{\dagger }{\widehat {T}}_{pqr\cdots }^{abc\cdots }U(R)=R_{p,\alpha }R_{q,\beta }R_{r,\gamma }\cdots {\widehat {T}}_{ijk\cdots }^{\alpha \beta \gamma \cdots }R_{i,a}^{-1}R_{j,b}^{-1}R_{k,c}^{-1}\cdots }
donde las bases se transforman mediante {\displaystyle R^{-1}} o las componentes del vector se transforman mediante {\displaystyle R}.
En la discusión posterior sobre los operadores tensoriales, la notación de índice relativa al comportamiento covariante/contravariante se ignora por completo. En cambio, las componentes contravariantes están implícitas en el contexto. Por lo tanto, para un tensor n veces contravariante:
{\displaystyle U(R)^{\dagger }{\widehat {T}}_{pqr\cdots }U(R)=R_{pi}R_{qj}R_{rk}\cdots {\widehat {T}}_{ijk\cdots }}

#### Ejemplos de operadores tensoriales
- El operador de momento cuadrupolar, :{\displaystyle Q_{ij}=\sum _{\alpha }q_{\alpha }(3r_{\alpha i}r_{\alpha j}-r_{\alpha }^{2}\delta _{ij})}
- Las componentes de dos operadores tensoriales vectoriales se pueden multiplicar para obtener otro operador tensorial:

{\displaystyle T_{ij}=V_{i}W_{j}}
En general, un número n de operadores tensoriales también darán otro operador tensorial:
{\displaystyle T_{pqr\cdots k}=V_{p}^{(1)}V_{q}^{(2)}V_{r}^{3)}\cdots V_{k}^{(n)}}
o,
{\displaystyle T_{i_{1}i_{2}\cdots j_{1}j_{2}\cdots }=V_{i_{1}i_{2}\cdots }W_{j_{1}j_{2}\cdots }}
Nota: En general, un operador tensorial no se puede escribir como el producto tensorial de otros operadores tensoriales, como sí se hace en el ejemplo anterior.

#### Operador tensorial de operadores vectoriales
Si {\displaystyle {\vec {V}}} y {\displaystyle {\vec {W}}} son dos operadores vectoriales tridimensionales, entonces se pueden formar tensores diádicos cartesianos de rango 2 a partir de nueve operadores de la forma:
{\displaystyle {\hat {T}}_{ij}={\hat {V_{i}}}{\hat {W_{j}}}},:{\displaystyle {U(R)}^{\dagger }{\hat {T}}_{ij}U(R)={U(R)}^{\dagger }({\hat {V_{i}}}{\hat {W_{j}}})U(R)=({U(R)}^{\dagger }{\hat {V}}_{i}U(R))({U(R)}^{\dagger }{\hat {W}}_{j}U(R))=\left(\sum _{l=1}^{3}R_{il}{\hat {V}}_{l}\cdot \sum _{k=1}^{3}R_{jk}{\hat {W}}_{k}\right)}
Reorganizando los términos, se obtiene:
{\displaystyle {U(R)}^{\dagger }{\hat {T}}_{ij}U(R)=\sum _{k=1}^{3}\sum _{l=1}^{3}\left(R_{il}R_{jk}{\hat {T}}_{lk}\right)}
El lado derecho de la ecuación incluye el cambio de base para tensores dos veces contravariantes, en los que la base se transforma mediante {\displaystyle R^{-1}} o los componentes del vector se transforman mediante {\displaystyle R}, lo que coincide con la transformación de los componentes del operador del vector. Por lo tanto, el operador tensor descrito forma un tensor de rango 2, en representación tensorial:
{\displaystyle {\hat {\mathbf {T} }}={\vec {V}}\otimes {\vec {W}}=({\hat {V}}_{i}{\hat {W}}_{j})(\mathbf {e} _{i}\otimes \mathbf {e} _{j})}
De manera similar, un operador tensorial n veces contravariante se puede formar de manera similar mediante n operadores vectoriales.
Se observa que el subespacio abarcado por combinaciones lineales de los componentes tensoriales de rango dos forma un subespacio invariante, es decir, el subespacio no cambia bajo la rotación, ya que los componentes transformados en sí son una combinación lineal de los componentes tensoriales. Sin embargo, este subespacio no es irreducible, es decir, se puede dividir aún más en subespacios invariantes bajo rotación. De lo contrario, el subespacio se llama reducible. En otras palabras, existen conjuntos específicos de diferentes combinaciones lineales de los componentes de modo que se transforman en una combinación lineal del mismo conjunto bajo rotación. En el ejemplo anterior se mostró que las 9 componentes tensoriales independientes se pueden dividir en un conjunto de 1, 3 y 5 combinaciones de operadores, cada uno de los cuales forma subespacios invariantes irreducibles.

### Operadores tensoriales irreducibles
El subespacio abarcado por {\displaystyle \{{\hat {T}}_{ij}\}} se puede dividir en dos subespacios: tres componentes antisimétricas independientes {\displaystyle \{{\hat {A}}_{ij}\}} y seis componentes simétricas independientes {\displaystyle \{{\hat {S}}_{ij}\}}, definidas como {\displaystyle {\hat {A}}_{ij}={\frac {1}{2}}({\hat {T}}_{ij}-{\hat {T}}_{ji})} y {\displaystyle {\hat {S}}_{ij}={\frac {1}{2}}({\hat {T}}_{ij}+{\hat {T}}_{ji})}. Utilizando la fórmula de transformación bajo rotación {\displaystyle \{{\hat {T}}_{ij}\}}, se puede demostrar que tanto {\displaystyle \{{\hat {A}}_{ij}\}} como {\displaystyle \{{\hat {S}}_{ij}\}} se transforman en una combinación lineal de miembros de sus propios conjuntos. Aunque {\displaystyle \{{\hat {A}}_{ij}\}} es irreducible, no se puede decir lo mismo de {\displaystyle \{{\hat {S}}_{ij}\}}.
El conjunto de seis componentes simétricos independientes se puede dividir en cinco componentes simétricas independientes sin traza y la traza invariante puede ser su propio subespacio. Por lo tanto, los subespacios invariantes de {\displaystyle \{{\hat {T}}_{ij}\}} están formados respectivamente por:
1. Una traza invariante del tensor, {\displaystyle {\hat {t}}=\sum _{k=1}^{3}{\hat {T}}_{kk}}
2. Tres componentes antisimétricas linealmente independientes de: {\displaystyle {\hat {A}}_{ij}={\frac {1}{2}}({\hat {T}}_{ij}-{\hat {T}}_{ji})}
3. Cinco componentes simétricas sin traza linealmente independientes de {\displaystyle {\hat {S}}_{ij}={\frac {1}{2}}({\hat {T}}_{ij}+{\hat {T}}_{ji})-{\frac {1}{3}}{\hat {t}}\delta _{ij}}

Si se cumple que {\displaystyle {\hat {T}}_{ij}={\hat {V_{i}}}{\hat {W_{j}}}}, los subespacios invariantes de {\displaystyle \{{\hat {T}}_{ij}\}} formados están representados por:
1. Un operador escalar invariante {\displaystyle {\vec {V}}\cdot {\vec {W}}}
2. Tres componentes linealmente independientes de {\displaystyle {\frac {1}{2}}({\hat {V}}_{i}{\hat {W}}_{j}-{\hat {V}}_{j}{\hat {W}}_{i})}
3. Cinco componentes linealmente independientes de {\displaystyle {\frac {1}{2}}({\hat {V}}_{i}{\hat {W}}_{j}+{\hat {V}}_{j}{\hat {W}}_{i})-{\frac {1}{3}}({\vec {V}}\cdot {\vec {W}})\delta _{ij}}

De los ejemplos anteriores, las nueve componentes {\displaystyle \{{\hat {T}}_{ij}\}} se dividen en subespacios formados por uno, tres y cinco componentes. Estos números suman el número de componentes del tensor original de una manera similar a la dimensión de los subespacios vectoriales sumados a la dimensión del espacio que es una suma directa de estos subespacios. De manera similar, cada elemento de {\displaystyle \{{\hat {T}}_{ij}\}} se puede expresar en términos de una combinación lineal de componentes de sus subespacios invariantes:
{\displaystyle {\hat {T}}_{ij}={\frac {1}{3}}{\hat {t}}\delta _{ij}+{\hat {A}}_{ij}+{\hat {S}}_{ij}}
o
{\displaystyle {\hat {T}}_{ij}={\frac {1}{3}}({\vec {V}}\cdot {\vec {W}})\delta _{ij}+\left({\frac {1}{2}}({\hat {V}}_{i}{\hat {W}}_{j}-{\hat {V}}_{j}{\hat {W}}_{i})\right)+\left({\frac {1}{2}}({\hat {V}}_{i}{\hat {W}}_{j}+{\hat {V}}_{j}{\hat {W}}_{i})-{\frac {1}{3}}({\vec {V}}\cdot {\vec {W}})\delta _{ij}\right)=\mathbf {T} ^{(0)}+\mathbf {T} ^{(1)}+\mathbf {T} ^{(2)}}
donde:
{\displaystyle {\widehat {T}}_{ij}^{(0)}={\frac {{\widehat {V}}_{k}{\widehat {W}}_{k}}{3}}\delta _{ij}}:{\displaystyle {\widehat {T}}_{ij}^{(1)}={\frac {1}{2}}\left[{\widehat {V}}_{i}{\widehat {W}}_{j}-{\widehat {V}}_{j}{\widehat {W}}_{i}\right]={\widehat {V}}_{[i}{\widehat {W}}_{j]}}:{\displaystyle {\widehat {T}}_{ij}^{(2)}={\tfrac {1}{2}}\left({\widehat {V}}_{i}{\widehat {W}}_{j}+{\widehat {V}}_{j}{\widehat {W}}_{i}\right)-{\tfrac {1}{3}}{\widehat {V}}_{k}{\widehat {W}}_{k}\delta _{ij}={\widehat {V}}_{(i}{\widehat {W}}_{j)}-T_{ij}^{(0)}}
En general, los tensores cartesianos de rango mayor que 1 son reducibles. En mecánica cuántica, este ejemplo particular se parece a la adición de dos partículas de espín uno, donde ambas son tridimensionales. Por lo tanto, el espacio total es de nueve dimensiones y puede formarse mediante sistemas de espín 0, espín 1 y espín 2, cada uno de los cuales tiene dimensión 1, dimensión 3 y dimensión 5 respectivamente. Estos tres términos son irreducibles, lo que significa que no pueden descomponerse más y seguir siendo tensores que satisfagan las leyes de transformación que los definen bajo las cuales deben ser invariantes. Cada una de las representaciones irreducibles T(0), T(1), T(2) ... se transforman como estados propios de momento angular según el número de componentes independientes.
Es posible que en un tensor dado uno o más de estas componentes desaparezcan. Por ejemplo, el tensor de momento cuadrupolar ya es simétrico y no tiene trazas y, por lo tanto, para empezar, solo tiene 5 componentes independientes.

### Operadores tensoriales esféricos
Los operadores tensoriales esféricos se definen generalmente como operadores con la siguiente regla de transformación bajo rotación del sistema de coordenadas:
{\displaystyle {\widehat {T}}_{m}^{(j)}\rightarrow U(R)^{\dagger }{\widehat {T}}_{m}^{(j)}U(R)=\sum _{m'}D_{m'm}^{(j)}(R^{-1}){\widehat {T}}_{m'}^{(j)}}

Las relaciones de conmutación se pueden encontrar expandiendo ambos lados de la ecuación como:
{\displaystyle U(R)^{\dagger }{\widehat {T}}_{m}^{(j)}U(R)=\left(1+{\frac {i\epsilon {\hat {n}}\cdot {\vec {J}}}{\hbar }}+{\mathcal {O}}(\epsilon ^{2})\right){\widehat {T}}_{m}^{(j)}\left(1-{\frac {i\epsilon {\hat {n}}\cdot {\vec {J}}}{\hbar }}+{\mathcal {O}}(\epsilon ^{2})\right)=\sum _{m'}\langle j,m'|\left(1+{\frac {i\epsilon {\hat {n}}\cdot {\vec {J}}}{\hbar }}+{\mathcal {O}}(\epsilon ^{2})\right)|j,m\rangle {\widehat {T}}_{m'}^{(j)}}
Simplificando y aplicando límites para seleccionar solo términos de primer orden, se obtiene:
{\displaystyle {[{\hat {n}}\cdot {\vec {J}}},{\widehat {T}}_{m}^{(j)}]=\sum _{m'}{\widehat {T}}_{m'}^{(j)}\langle j,m'|{\vec {J}}\cdot {\hat {n}}|j,m\rangle }
Al elegir {\displaystyle {\hat {n}}={\hat {x}}\pm i{\hat {y}}} o {\displaystyle {\hat {n}}={\hat {z}}}, se obtiene:
{\displaystyle {\begin{aligned}\left[J_{\pm },{\widehat {T}}_{m}^{(j)}\right]&=\hbar {\sqrt {(j\mp m)(j\pm m+1)}}{\widehat {T}}_{m\pm 1}^{(j)}\\[1ex]\left[J_{z},{\widehat {T}}_{m}^{(j)}\right]&=\hbar m{\widehat {T}}_{m}^{(j)}\end{aligned}}}. Tenga en cuenta la similitud de lo anterior con::{\displaystyle {\begin{aligned}J_{\pm }|j,m\rangle &=\hbar {\sqrt {(j\mp m)(j\pm m+1)}}|j,m\pm 1\rangle \\[1ex]J_{z}|j,m\rangle &=\hbar m|j,m\rangle \end{aligned}}}.
Dado que {\displaystyle J_{x}} y {\displaystyle J_{y}} son combinaciones lineales de {\displaystyle J_{\pm }}, comparten la misma similitud debido a la linealidad.
Si solo se cumplen las relaciones de conmutación, utilizando la siguiente relación
{\displaystyle |j,m\rangle \rightarrow U(R)|j,m\rangle =exp\left(-{i{\frac {\theta }{\hbar }}{\hat {n}}\cdot {\vec {J}}}\right)|j,m\rangle =\sum _{m'}D_{m'm}^{(j)}(R)|j,m'\rangle }
se tiene que, debido a la similitud de las acciones de {\displaystyle J} en la función de onda {\displaystyle |j,m\rangle } y las relaciones de conmutación en {\displaystyle {\widehat {T}}_{m}^{(j)}}:
{\displaystyle {\widehat {T}}_{m}^{(j)}\rightarrow U(R)^{\dagger }{\widehat {T}}_{m}^{(j)}U(R)=exp\left({i{\frac {\theta }{\hbar }}{\hat {n}}\cdot ad_{\vec {J}}}\right){\widehat {T}}_{m}^{(j)}=\sum _{m'}D_{m'm}^{(j)}(R^{-1}){\widehat {T}}_{m'}^{(j)}}
donde la forma exponencial viene dada por el lema de Baker-Hausdorff. Por lo tanto, las relaciones de conmutación anteriores y la propiedad de transformación son definiciones equivalentes de operadores tensoriales esféricos. También se puede demostrar que {\displaystyle \{ad_{{\hat {J}}_{i}}\}} se transforma como un vector debido a su relación de conmutación.
En la siguiente sección, se discutirá la construcción de tensores esféricos. Por ejemplo, dado que se muestran ejemplos de operadores vectoriales esféricos, se pueden utilizar para construir operadores tensoriales esféricos de orden superior. En general, los operadores tensoriales esféricos se pueden construir desde dos perspectivas. Una forma es especificar cómo se transforman los tensores esféricos bajo una rotación física: una definición propia de la teoría de grupos. Un estado propio de momento angular rotado se puede descomponer en una combinación lineal de los estados propios iniciales: los coeficientes de la combinación lineal consisten en entradas de la matriz de rotación de Wigner. O continuando con el ejemplo anterior del tensor diádico de segundo orden T = a ⊗ b, al convertir cada uno de a y b en la base esférica y sustituirlos en T se obtienen los operadores tensoriales esféricos de segundo orden.

#### Construcción utilizando coeficientes de Clebsch-Gordan
Se puede demostrar que la combinación de dos tensores esféricos {\displaystyle A_{q_{1}}^{(k_{1})}} y {\displaystyle B_{q_{2}}^{(k_{2})}} de la siguiente manera involucra los coeficientes Clebsch—Gordan da otro tensor esférico de la forma:
:{\displaystyle T_{q}^{(k)}=\sum _{q_{1},q_{2}}\langle k_{1},k_{2};q_{1},q_{2}|k_{1},k_{2};k,q\rangle A_{q_{1}}^{(k_{1})}B_{q_{2}}^{(k_{2})}}
Esta ecuación se puede utilizar para construir operadores tensoriales esféricos de orden superior, por ejemplo, operadores tensoriales esféricos de segundo orden utilizando dos operadores tensoriales esféricos de primer orden, póngase A' y B, discutidos anteriormente:
{\displaystyle {\begin{aligned}{\widehat {T}}_{\pm 2}^{(2)}&={\widehat {a}}_{\pm 1}{\widehat {b}}_{\pm 1}\\[1ex]{\widehat {T}}_{\pm 1}^{(2)}&={\tfrac {1}{\sqrt {2}}}\left({\widehat {a}}_{\pm 1}{\widehat {b}}_{0}+{\widehat {a}}_{0}{\widehat {b}}_{\pm 1}\right)\\[1ex]{\widehat {T}}_{0}^{(2)}&={\tfrac {1}{\sqrt {6}}}\left({\widehat {a}}_{+1}{\widehat {b}}_{-1}+{\widehat {a}}_{-1}{\widehat {b}}_{+1}+2{\widehat {a}}_{0}{\widehat {b}}_{0}\right)\end{aligned}}}
Usando el operador de rotación infinitesimal y su conjugado hermítico, se puede deducir la relación de conmutación en una base esférica:
{\displaystyle \left[J_{a},{\widehat {T}}_{q}^{(2)}\right]=\sum _{q'}{D(J_{a})}_{qq'}^{(2)}{\widehat {T}}_{q'}^{(2)}=\sum _{q'}\langle j{=}2,m{=}q|J_{a}|j{=}2,m{=}q'\rangle {\widehat {T}}_{q'}^{(2)}}
y se puede verificar la transformación de rotación finita en una base esférica:
{\displaystyle {U(R)}^{\dagger }{\widehat {T}}_{q}^{(2)}U(R)=\sum _{q'}{{D(R)}_{qq'}^{(2)}}^{*}{\widehat {T}}_{q'}^{(2)}}

#### Usando armónicos esféricos
Defínase un operador por su espectro:
{\displaystyle \Upsilon _{l}^{m}|r\rangle =r^{l}Y_{l}^{m}(\theta ,\phi )|r\rangle =\Upsilon _{l}^{m}({\vec {r}})|r\rangle }
Ya que para los armónicos esféricos bajo rotación:
{\displaystyle Y_{\ell =k}^{m=q}(\mathbf {n} )=\langle \mathbf {n} |k,q\rangle \rightarrow U(R)^{\dagger }Y_{\ell =k}^{m=q}(\mathbf {n} )U(R)=Y_{\ell =k}^{m=q}(R\mathbf {n} )=\langle \mathbf {n} |D(R)^{\dagger }|k,q\rangle =\sum _{q'}D_{q',q}^{(k)}(R^{-1})Y_{\ell =k}^{m=q'}(\mathbf {n} )}
También se puede demostrar que:
{\displaystyle \Upsilon _{l}^{m}({\vec {r}})\rightarrow U(R)^{\dagger }\Upsilon _{l}^{m}({\vec {r}})U(R)=\sum _{m'}D_{m',m}^{(l)}(R^{-1})\Upsilon _{l}^{m'}({\vec {r}})}
Entonces {\displaystyle \Upsilon _{l}^{m}({\vec {V}})}, donde {\displaystyle {\vec {V}}} es un operador vectorial, también se transforma de la misma manera, es decir, es un operador tensorial esférico. El proceso implica expresar
{\displaystyle \Upsilon _{l}^{m}({\vec {r}})=r^{l}Y_{l}^{m}(\theta ,\phi )=\Upsilon _{l}^{m}(x,y,z)}
en términos de x, y y z; y reemplazar x, y y z por los operadores Vx Vy y Vz que provienen del operador vectorial. El operador resultante es, por tanto, un operador tensorial esférico {\displaystyle {\hat {T}}_{m}^{(l)}} (debe tenerse en cuenta que los superíndices y subíndices cambian de lugar para las etiquetas correspondientes ℓ ↔ k y m ↔ q que usan los tensores esféricos y los armónicos esféricos). Esto puede incluir una constante debido a la normalización de armónicos esféricos, lo que no tiene sentido en el contexto de los operadores.
El operador adjunto de un tensor esférico se puede definir como
{\displaystyle (T^{\dagger })_{q}^{(k)}=(-1)^{k-q}(T_{-q}^{(k)})^{\dagger }.}
Existe cierta arbitrariedad en la elección del factor de fase: cualquier factor que contenga (−1)±q satisfará las relaciones de conmutación. La elección de fase anterior tiene la ventaja de ser real y de que el producto tensorial de dos operadores hermíticos conmutantes sigue siendo hermítico. Algunos autores lo definen con un signo diferente en q, sin el k, o utilizan solo el suelo de k.

## Momento angular y armónicos esféricos

### Momento angular orbital y armónicos esféricos
Los operadores de momento angular orbital tienen los operadores de escalera:
{\displaystyle L_{\pm }=L_{x}\pm iL_{y}}
que aumentan o disminuyen el número cuántico magnético orbital mℓ en una unidad. Tiene casi exactamente la misma forma que la base esférica, aparte de los factores multiplicativos constantes.

### Operadores tensoriales esféricos y espín cuántico
Los tensores esféricos también se pueden formar a partir de combinaciones algebraicas de los operadores de espín Sx, Sy, Sz, como matrices, para un sistema de espín con número cuántico total j = ℓ + s (y ℓ = 0). Los operadores de espín tienen los operadores de escalera:
{\displaystyle S_{\pm }=S_{x}\pm iS_{y}}
que aumentan o disminuyen el número cuántico magnético de espín ms en una unidad.

## Aplicaciones
Las bases esféricas tienen amplias aplicaciones en matemáticas puras y aplicadas y en ciencias físicas cuando se manejan geometrías esféricas.

### Transiciones radiativas dipolares en un átomo de un solo electrón (álcali)
La amplitud de transición es proporcional a los elementos de la matriz del operador dipolar entre los estados inicial y final. Se usa un modelo electrostático sin espín para el átomo y se considera la transición desde el nivel de energía inicial Enℓ al nivel final En′ℓ′. Estos niveles son degenerados, ya que la energía no depende del número cuántico magnético m o m′. Las funciones de onda tienen la forma
{\displaystyle \psi _{n\ell m}(r,\theta ,\phi )=R_{n\ell }(r)Y_{\ell m}(\theta ,\phi )}
El operador dipolo es proporcional al operador de posición del electrón, por lo que se deben evaluar elementos matriciales de la forma
{\displaystyle \langle n'\ell 'm'|\mathbf {r} |n\ell m\rangle }
donde el estado inicial está a la derecha y el final a la izquierda. El operador de posición r' tiene tres componentes, y los niveles inicial y final constan de 2ℓ + 1 y 2ℓ′ + 1 estados degenerados, respectivamente. Por lo tanto, si se desea evaluar la intensidad de una línea espectral tal como se observaría, realmente se tiene que evaluar 3(2ℓ′+ 1)(2ℓ+ 1) elementos de la matriz, por ejemplo, 3×3×5 = 45 en una transición 3d → 2p. En realidad, esto es una sobrevaloración, como se verá, porque muchos de los elementos de la matriz desaparecen, pero todavía quedan muchos otros que no desaparecen al realizar los cálculos.
Se puede lograr una gran simplificación expresando las componentes de r, no con respecto a la base cartesiana, sino con respecto a la base esférica. Primero, se define
{\displaystyle r_{q}={\hat {\mathbf {e} }}_{q}\cdot \mathbf {r} }
A continuación, al inspeccionar una tabla de Yℓm, se encuentra que para ℓ = 1 se tiene que
{\displaystyle {\begin{aligned}rY_{11}(\theta ,\phi )&=&&-r{\sqrt {\frac {3}{8\pi }}}\sin(\theta )e^{i\phi }&=&{\sqrt {\frac {3}{4\pi }}}\left(-{\frac {x+iy}{\sqrt {2}}}\right)\\rY_{10}(\theta ,\phi )&=&&r{\sqrt {\frac {3}{4\pi }}}\cos(\theta )&=&{\sqrt {\frac {3}{4\pi }}}z\\rY_{1-1}(\theta ,\phi )&=&&r{\sqrt {\frac {3}{8\pi }}}\sin(\theta )e^{-i\phi }&=&{\sqrt {\frac {3}{4\pi }}}\left({\frac {x-iy}{\sqrt {2}}}\right)\end{aligned}}}
donde se ha multiplicado cada Y1m por el radio r. En el lado derecho se ven las componentes esféricas rq del vector de posición r. Los resultados se pueden resumir por
{\displaystyle rY_{1q}(\theta ,\phi )={\sqrt {\frac {3}{4\pi }}}r_{q}}
para q = 1, 0, −1, donde q aparece explícitamente como un número cuántico magnético. Esta ecuación revela una relación entre los operadores vectoriales y el valor del momento angular ℓ = 1, algo sobre lo que se muestran más consideraciones continuación. Ahora los elementos de la matriz se convierten en un producto de una integral radial por una integral angular
{\displaystyle \langle n'\ell 'm'|r_{q}|n\ell m\rangle =\left(\int _{0}^{\infty }r^{2}drR_{n'\ell '}^{*}(r)rR_{n\ell }(r)\right)\left({\sqrt {\frac {4\pi }{3}}}\int \sin {(\theta )}d\Omega Y_{\ell 'm'}^{*}(\theta ,\phi )Y_{1q}(\theta ,\phi )Y_{\ell m}(\theta ,\phi )\right)}
Se comprueba que toda la dependencia de los tres números cuánticos magnéticos (m′, q, m) está contenida en la parte angular de la integral. Además, la integral angular se puede evaluar mediante la fórmula de los tres Yℓm, tras lo cual se vuelve proporcional al coeficiente de Clebsch-Gordan
{\displaystyle \langle \ell 'm'|\ell 1mq\rangle }
La integral radial es independiente de los tres números cuánticos magnéticos (m′, q, m), y el truco que se acaba de utilizar no ayuda a evaluarla. Pero es solo una integral y, una vez calculada, todas las demás integrales se pueden evaluar simplemente calculando o buscando los coeficientes de Clebsch-Gordan.
La regla de selección m′ = q + m en el coeficiente de Clebsch-Gordan significa que muchas de las integrales desaparecen, por lo que se ha sobreestimado el número total de integrales que deben realizarse. Pero si se hubiera trabajado con las componentes cartesianas ri de r, esta regla de selección podría no haber sido obvia. En cualquier caso, incluso con la regla de selección, aún pueden quedar muchas integrales distintas de cero por hacer (nueve, en el caso 3d → 2p). El ejemplo que se acaba de dar sobre la simplificación del cálculo de elementos matriciales para una transición dipolar es en realidad una aplicación del teorema de Wigner-Eckart, que se aborda más adelante en este artículo.

### Resonancia magnética
El formalismo tensorial esférico proporciona una plataforma común para tratar la coherencia y la relajación en el campo de la resonancia magnética nuclear. En la resonancia magnética nuclear (RMN) y en la resonancia paramagnética electrónica (RPE), los operadores tensoriales esféricos se emplean para expresar la dinámica cuántica del espín de las partículas, mediante una ecuación de movimiento para las entradas de estado mixto, o para formular la dinámica en términos de una ecuación de movimiento en el espacio de Liouville. La ecuación de movimiento del espacio de Liouville gobierna los promedios observables de las variables de espín. Cuando la relajación se formula utilizando una base tensorial esférica en el espacio de Liouville, se obtiene información porque la matriz de relajación exhibe la relajación cruzada de los espines observables directamente.